# Phytodietus
Phytodietus (лат. , от др.-греч. φῠτο- +διαίτης «живущий среди растений») — род наездников из семейства Ichneumonidae (подсемейство Tryphoninae). Распространены всесветно. Известно около 90 видов.

## Описание
Наездники мелкие или средних размеров. Длина тела 3—15 мм. Тело стройное. Усики достигают длины тела. Основная окраска тела чёрная, как правило, с обильным жёлтым или жёлто-красным рисунком на голове и груди. Встречаются в лесах, ведут дневной образ жизни.

## Экология
Личинки — паразиты мелких гусениц чешуекрылых из семейств Tortricidae, Noctuidae, Pyraustidae, реже Yponomeutidae, Alucitidae. Специализация на определённом виде хозяев обычно отсутствует.

## Список видов
В составе рода:
- Phytodietus alpinator Aubert, 1969
- Phytodietus astutus Gravenhorst, 1829
- Phytodietus basalis Kasparyan, 1993
- Phytodietus elongator Aubert, 1963
- Phytodietus ericeti Roman, 1938
- Phytodietus griseanae Kerrich, 1962
- Phytodietus hungaricus Györfi, 1944
- Phytodietus montanus Tolkanitz, 1979
- Phytodietus variegatus (Boyer de Fonscolombe, 1854)